# Col du Pillon
De Col du Pillon is een 1546 meter hoge Zwitserse bergpas die de verbinding vormt tussen Le Sépey in het kanton Vaud en Gstaad in de Berner Oberland.
Ten zuiden van de pasweg ligt het bergmassief van Les Diablerets (3109 m) waarop de machtige Tsanfleurongletsjer ligt. Vanaf de pashoogte gaat een kabelbaan in twee etappes omhoog naar de Sex Rouge (2971 m) een noordelijke top van het massief. Ten noorden van de pashoogte ligt de 2171 meter hoge La Palette.
Albrun · Albula · Alpe Gesero · Bernina · Brünig · Chasseral · Croix · Ferret · Flüela · Forclaz · Furka · Furggu · Gemmi · Glas · Glaubenberg ·  Glaubenbüelen · Gries · Grimsel · Grote Scheidegg · Grote St.-Bernhard · Gurnigel · Gueulaz · Jaun · Julier · Klausen · Kleine Scheidegg · Kunkel · Lenzerheidepas · Livigno · Lukmanier · Maloja · Moosalp · Morgins · Mosses · · Saanenmöser · Neggia · Nufenen · Oberalp · Ofen · Pillon · Planches · Pragel · San Bernardino · Sanetsch · Schallenberg · Simplon · Sint-Gotthard · Splügen · Susten · Umbrail · Vue des Alpes · Wolfgang